# Малагасийский нильский крокодил
Малагасийский нильский крокодил (лат. Crocodylus niloticus madagascariensis) — подвид нильского крокодила, встречающийся исключительно на острове Мадагаскар. Малагасийцы называют его «вуаи» (малаг. voay) или «мамба» (mamba). В настоящее время подвид почти истреблён людьми. Последние малагасийские нильские крокодилы встречаются в труднодоступных местах — например, в подземных реках массива Анкарана (Национальный парк Анкарана). Ещё есть популяции, обитающие в «священных озёрах» и находящиеся под защитой религиозного запрета — «фади» (fady). Таким озером является, к примеру, Анивурану, расположенное между городами Амбилубе и Анциранана.